# Fritz ter Meer

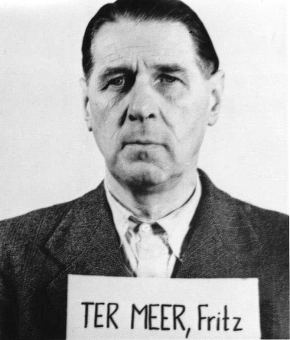
Ter Meer während der Nürnberger Prozesse

Friedrich (Fritz) Hermann ter Meer (* 4. Juli 1884 in Uerdingen (heute zu Krefeld); † 21. Oktober 1967 in Leverkusen) war ein deutscher Chemiker, Unternehmer, Mitglied der NSDAP und Kriegsverbrecher.
Von 1925 bis 1945 war er Vorstandsmitglied der I.G. Farben. Er war an der Planung des Konzentrationslagers Monowitz beteiligt, einem Außenlager des KZ Auschwitz. Fritz ter Meer wurde 1948 in den Nürnberger Prozessen wegen „Massenmordes und Versklavung“ 1948 zu sieben Jahren Gefängnis verurteilt. Von 1956 bis 1964 war er Aufsichtsratsvorsitzender der Bayer AG.

## Leben
Fritz ter Meer war der Sohn von Hermann Edmund ter Meer (1852–1931), Gründer der Teerfarbenfabrik Dr. E. ter Meer & Cie in Uerdingen. Seine Familie lässt sich bis ins 16. Jahrhundert zurückverfolgen. Seine Tochter Charlotte (1920–2021) war seit 1949 verheiratet mit dem CDU-Politiker Walther Leisler Kiep. Er war der Großonkel des Filmemachers Bernhard Sinkel. Nach dem Abitur in Krefeld studierte ter Meer zwischen 1903 und 1908 in Frankreich und Deutschland Chemie und kurzzeitig auch Rechtswissenschaften. 1904 wurde er Mitglied des Corps Suevia Tübingen. Ter Meer wurde 1909 in Berlin zum Dr. phil. promoviert mit der Dissertation Zur Kenntnis der Äther von Isonitrosoketonen. Anschließend folgten vertiefende Studien zur Färberchemie in Krefeld sowie Auslandsaufenthalte in Frankreich und England. Zunächst war er in der familieneigenen Firma Dr. E. ter Meer & Cie tätig, wo er leitende Funktionen bekleidete und 1919 Mitglied des Vorstands wurde.

## I.G. Farben, Nervengas Tabun
Von 1925 bis 1945 war Fritz ter Meer Mitglied im Vorstand der I.G. Farben AG. Ab 1932 war er Mitglied des Arbeitsausschusses und des Technischen Ausschusses, Leiter der Sparte II im Reichskriegsministerium und Wehrwirtschaftsführer. 1935 erwarb er von der Frankfurter Bankiersfamilie von Guaita in Kronberg im Taunus einen etwa 4,5 Hektar großen Park und ließ sich einen großzügigen Landsitz errichten, den er bis 1945 nutzte. Diese 1936 erbaute Villa ter Meer mit 1200 Quadratmetern Wohnfläche, Gartensaal, Musikzimmer und Ankleidezimmer bewohnte von 1953 bis zu seinem Tode 1994 Hermann Abs.
Am 10. Mai 1938 beantragte er die Aufnahme in die NSDAP und wurde rückwirkend zum 1. Mai 1937 aufgenommen (Mitgliedsnummer 6.086.456). Am 7. September 1939 verabredeten er und Heinrich Hörlein mit dem Heereswaffenamt die Herstellung des Nervengases Tabun. Beim Bau der dafür vorgesehenen Giftgasfabrik in den KZ-Außenlagern Dyhernfurth I und II wurden über 100 Kriegsgefangene eingesetzt.

## KZ Auschwitz
Ab 1941 war er verantwortlich für den Aufbau des Buna-Zweigwerkes der I.G.-Farben bei Auschwitz mit dem angeschlossenen KZ Auschwitz III Monowitz, in dem zur Substanzprüfung Menschenversuche stattfanden. Beim Bau und Betrieb dieser Fabrik, die eine Fläche von ungefähr 30 km² einnahm, verloren nach Schätzungen 20.000 bis 25.000 Zwangsarbeiter ihr Leben.
Für die Häftlinge, die die Fabrik bauen mussten, wurde extra das Konzentrationslager Monowitz, Auschwitz III errichtet. Durch die Oststeuerhilfe-Verordnung vom Dezember 1940 blieben die von der IG-Farben in Auschwitz investierten rund 600 Millionen Reichsmark steuerfrei. Am 26. Februar 1941 entsprach Heinrich Himmler fast wortgetreu dem Wunsch des IG-Farben-Konzerns und befahl die zügige Aussiedlung aller Juden aus der Stadt Auschwitz. Man ging eine unheilvolle Symbiose ein: Die SS-Einheiten waren für die Verfügbarkeit und Bewachung der Gefangenen zuständig, und die I.G. würde die Investitionen tätigen und das Baumaterial heranschaffen. Die Großbauten zur Herstellung von synthetischen Produkten gehörten zu einem großflächigen Verbund voneinander abhängiger Fertigungsanlagen. Aufgrund von Bombenschäden konnte nie Kunstkautschuk oder andere synthetische Stoffe (außer Methanol) produziert werden.
Während der Zeit des Nationalsozialismus mussten Häftlinge des Konzentrationslager Sachsenhausen im sogenannten Schuhläufer-Kommando eine mit unterschiedlichen Belägen ausgestattete 700 Meter lange Teststrecke mehrmals bis zu 40 Kilometer zurücklegen. Die Dauerläufe waren de facto Todesmärsche, da die Läufer erschossen wurden, wenn diese infolge von Ermüdung zusammenbrachen.
Im September 1943, im Zuge der Besetzung des Landes durch die Wehrmacht, wurde er Generalbevollmächtigter für Italien des Reichsministers für Rüstung und Kriegsproduktion. Im gleichen Jahr erhielt er das Ritterkreuz des Kriegsverdienstkreuzes.

## Ab 1945
Nach der Befreiung vom Nationalsozialismus wurde ter Meer im April 1945, wie auch der gesamte restliche Vorstand der I.G. Farben, in Haft genommen und in Nürnberg angeklagt. Im I.G.-Farben-Prozess wurde er am 30. Juli 1948 wegen Plünderung und Versklavung im Zusammenhang mit dem KZ Auschwitz III Monowitz als Kriegsverbrecher zu sieben Jahren Haft verurteilt.
Als er im Prozess befragt wurde, ob er die Versuche an Menschen im KZ Auschwitz für gerechtfertigt gehalten habe, antwortete er, dass dies unerheblich gewesen sei:

„Den Häftlingen ist dadurch kein besonderes Leid zugefügt worden, da man sie ohnedies getötet hätte.“

Im Sommer 1950 wurde er wegen „guter Führung“ vorzeitig aus der Haft im Kriegsverbrechergefängnis Landsberg entlassen und unmittelbar nach Aufhebung der Kriegsverbrecher-Sperrklausel des Alliierten Gesetzes Nr. 35 im Jahr 1956 Aufsichtsratsvorsitzender der Firma Bayer AG. Diese Position hatte er bis 1964 inne.
In den Folgejahren nahm er zudem Aufsichtsratsposten bei einer Reihe weiterer Firmen an, so unter anderem Th. Goldschmidt AG, Commerzbank-Bankverein AG, Duewag, VIAG und Bankverein Westdeutschland AG. Seine Leistungen beim Wiederaufbau der chemischen Industrie in Deutschland gelten als bedeutsam. In den folgenden Jahren baute er auch mit privaten Mitteln Stiftungen auf, die sozialen Zielen dienten. Seinem Andenken war die von Bayer begründete Fritz-ter-Meer-Stiftung (Bayer-Studienstiftung) gewidmet, die durch Umstrukturierung des Stipendienwesens zum Oktober 2007 aufgelöst wurde. Die Gelder wurden in die Bayer Science & Education Foundation eingebracht.